# Oliver Dimsdale
Pour les articles homonymes, voir Dimsdale.
Oliver Dimsdale est un acteur britannique né le 28 octobre 1972 à Aylesbury en Angleterre. 

## Biographie
Né à Aylesbury, il fait sa scolarité au Collège d'Eton. Après des études de français et d'économie, il entre à la Guildhall School of Music and Drama et en sort diplômé en 1999.
Il commence une carrière d'acteur pour la télévision, souvent dans des téléfilms ou des séries historiques.
En 2008, il épouse l'actrice Zoë Tapper. Ils ont une fille, Ava Dimsdale, née en 2011

## Filmographie
- 2001 : Doctors
- 2008 : RocknRolla (cinéma)
- 2003 : Byron : Percy Bysshe Shelley (téléfilm)
- 2005 : Inspecteurs associés : Danny Latimer
- 2009 : Breaking the Mould : Ernst Chain (téléfilm)
- 2013 : Downton Abbey : Édouard VIII
- 2014 : Dangerous People : Supt Ray Martin (cinéma)
- 2016-2019 : Grantchester : Daniel Marlowe
- 2016 : Mr Selfridge : Mr Keen
- 2017 : Ransom : Christian Bonnar
- 2019 : Les Derniers Tsars : Pierre Gilliard
- 2020 : Meurtres à White House Farm : Peter Eaton
- 2023 : Inspecteur Barnaby : Révérend Sebastian Butts